# Paquito Busto
 Paquito Busto  (Montevideo, 1891 - Buenos Aires, 1 de mayo de 1954) fue un actor de cine y teatro uruguayo que realizó una extensa carrera en la Argentina.
Actuó en teatro, entre otras obras en Cuando un pobre se divierte (1921) de Alberto Vacarezza. 

## Biografía
Hijo de actores circenses, Paco Busto y Angelita Bozán, trabajó desde niño como acróbata en un circo en su país natal.
Su madre era hermana de Olinda Bozán. Angelita falleció a muy temprana edad en Brasil, por lo que Paquito fue criado por su tía Olinda Bozán. Con ella formó compañías teatrales durante varias temporadas, y también en casi toda la cinematografía del actor. Actuaron en numerosas piezas de teatro, siendo su debut en Tu cuna fue un conventillo, y en algunos filmes de la primera época del cine sonoro. Poco antes de fallecer, Paquito Bustos realizaba largas temporadas de teatro cómico junto a su tía Olinda Bozán en el Teatro 18 de Julio de la ciudad de Montevideo. La particularidad era que las funciones nocturnas del Teatro 18 de Julio eran retransmitidas por una radio montevideana. Durante esa transmisiones radiales, para colaborar con la comprensión de la obra por parte de los radioescuchas, cada vez que era necesario, un locutor de la radio en voz muy baja iba realizando pequeños comentarios sobre lo que iba sucediendo en escena.

## Fallecimiento
El 1 de mayo de 1954 fue contratado para presentar una obra junto a la primera actriz Leonor Rinaldi en la fiesta del trabajo en la Plaza de Mayo, en un momento de un número musical que realizaban Busto se desplomó en el escenario ante la mirada del público  a raíz de un síncope cardíaco. Murió en el acto. Días antes había sido entrevistado por última vez por una periodista de la Revista Mundial.

## Filmografía
Actor
- Sinvergüenza   (1940) …Manolo Peñalva
- Doce mujeres (1939)
- Mi suegra es una fiera (1939)
- Villa Discordia (1938)
- Los apuros de Claudina (1938)
- Ya tiene comisario el pueblo (1936)
- Por buen camino  (1935)